# Bless (игра)
Bless (кор. 블레스) — массовая многопользовательская ролевая онлайн-игра, выпущенная Neowiz Games в 2016 году. Игра сделана на игровом движке Unreal Engine 3 и первая использует технологию отображения пейзажей, разработанную Epic Games для Neowiz.
Действия Bless происходят во вселенной средневекового фэнтези. Основной сюжет описывает десятилетнюю войну между двумя фракциями. Игроки могут выбрать расу своего персонажа и класс, причём раса определяет фракцию.

## Персонажи

### Игровые расы и классы
При создании персонажа игрок может выбрать из восьми рас и восьми классов. Все игровые расы разбиты на две противоборствующие фракции — Гирон (север) и Союз (юг). С выходом обновлений на серверах (японском, корейском) состав рас в обеих сторонах изменился, Федайин присоединились к Гирону, а Союз обзавёлся новой расой — Ибрис. Также были добавлены Сирены для каждой из сторон.
Гирон: Валоры, Ругару (Лупус (Волки)), Сильвы (Лесные эльфы), Федайин, Сирены, Маску.
Союз: Амистады, Таргарцы (Пантеры), Маррианцы (Водные эльфы (Морские)), Ибрис, Сирены, Маску.
В таблице ниже представлены возможные комбинации рас и классов (до обновления).
| Фракция | Расы      | Классы | Классы  | Классы  | Классы | Классы   | Классы | Классы | Классы |
| Фракция | Расы      | Страж  | Берсерк | Паладин | Маг    | Следопыт | Убийца | Варлок | Мистик |
| ------- | --------- | ------ | ------- | ------- | ------ | -------- | ------ | ------ | ------ |
| Гирон   | Валоры    | Да     | Да      | Да      | Да     | Да       | Да     | Да     | Да     |
| Гирон   | Ругару    | Да     | Да      | Нет     | Нет    | Да       | Нет    | Нет    | Нет    |
| Гирон   | Сильвы    | Да     | Нет     | Да      | Да     | Да       | Да     | Нет    | Нет    |
| Гирон   | Маску     | Да     | Да      | Да      | Да     | Да       | Да     | Да     | Да     |
| Союз    | Амистады  | Да     | Да      | Да      | Да     | Да       | Да     | Да     | Да     |
| Союз    | Таргарцы  | Да     | Да      | Нет     | Нет    | Да       | Да     | Нет    | Нет    |
| Союз    | Маррианцы | Да     | Нет     | Да      | Да     | Да       | Да     | Нет    | Нет    |
| Союз    | Маску     | Да     | Да      | Да      | Да     | Да       | Да     | Да     | Да     |

## История
19 апреля 2016 стало известно, что издателем западного клиента MMORPG Bless станет компания Aeria Games.
25 мая 2017 года игровые сервера были закрыты на территории России и стран СНГ.
Проект закрылся 9 сентября 2019 года.